# Yasutomo Nagai

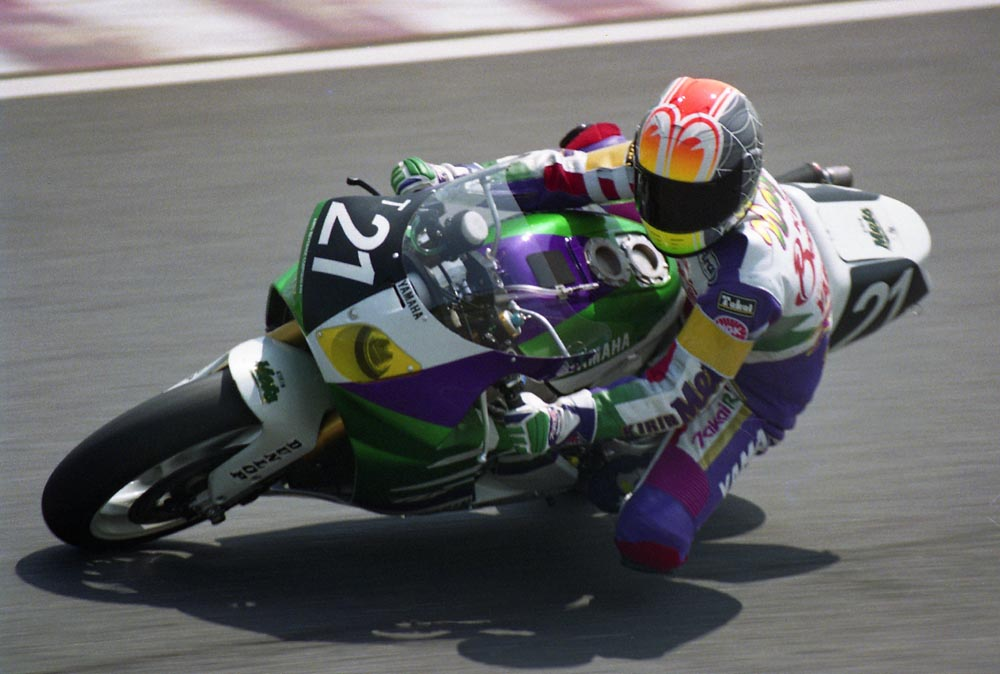
Nagai 1993 auf Yamaha beim 8-Stunden-Rennen von Suzuka

Yasutomo Nagai (jap. 永井 康友, Nagai Yasutomo; * 29. Oktober 1965 in Koshigaya, Präfektur Saitama, Japan; † 12. September 1995 in Assen, Niederlande) war ein japanischer Motorradrennfahrer.

## Karriere
Yasu, wie er genannt wurde, begann seine Rennfahrerkarriere auf Minibikes. Sein erstes Straßenrennen fuhr 1986, er im Alter von 21 Jahren. Seit 1989 startete er für Yamaha.

### Superbike-WM
Yasutomo Nagai debütierte am 1994 im japanischen Sugo als Wildcard-Pilot bei seinem Heimrennen in der Superbike-Weltmeisterschaft. Er konnte bei diesem Einsatz für das Yamaha-Team Y.R.T.R. auf Anhieb die Pole-Position einfahren. In den beiden Läufen belegte er den dritten bzw. fünften Platz von jeweils 40 gestarteten Fahrern.
1995 wurde Yasutomo Nagai als Stammfahrer in das Yamaha-Werksteam Yamaha World Superbike Team berufen. Am 10. September 1995 wurde er beim zweiten Lauf des Tages im niederländischen Assen bei einem Unfall schwer verletzt. Er rutschte in der vorletzten Runde des Rennens auf dem Öl eines vor ihm gelegenen Fahrers aus und stürzte schwer. Dabei wurde er von seinem Motorrad getroffen und zog sich schwere Schädelverletzungen zu. Das Rennen wurde abgebrochen, Yasu ins Krankenhaus gebracht.
Am 12. September 1995 um 21:40 Uhr erlag Nagai im Krankenhaus in Assen in Anwesenheit seiner Freundin und seiner Eltern den schweren Verletzungen. Das Yamaha-Werksteam zog seinen zweiten Fahrer Colin Edwards von den restlichen vier Saisonrennen zurück. Zum Zeitpunkt seines Todes lag Yasu auf dem vierten WM-Rang, im Endklassement  wurde er Fünfter.

## Ergebnisse
- 1994 – Superbike-WM, Y.R.T.R., 2 Rennen, 24., 26 Punkte (1 Podium, 1 Pole-Position)
- 1995 – Superbike-WM, Yamaha World Superbike Team, 5., 188 Punkte (2 Podien, 1 Pole-Position, 1 schnellste Rennrunde)